# ポーランドのトロリーバス

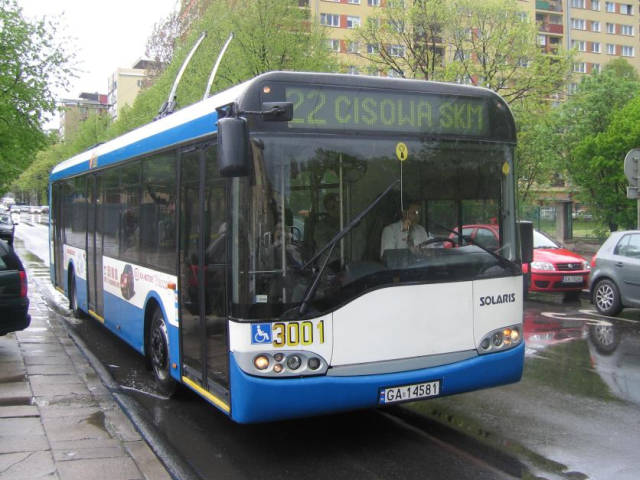
現存する路線網で最も長い歴史を持つグディニャ市内のトロリーバス（2007年撮影）

この項目では、ポーランドのトロリーバスについて解説する。2022年現在、ポーランド国内でトロリーバスが運行している都市はグディニャ、ルブリン、ティヒの3箇所である。

## 歴史
現在のポーランド領における最初のトロリーバスは1912年に当時のドイツ領ブレスラウ（現：ヴロツワフ）に開通した全長4.4 kmの路線であったが、翌1913年に廃止されており、本格的な導入が最初に実施されたのは1930年2月12日に開通したポズナンであった。当時のポズナン市内では公共交通網の拡張が計画されていたが、線形条件から路面電車の延伸は困難であり、バスも技術が未発達であった事からトロリーバスが選択された経緯を持つ。

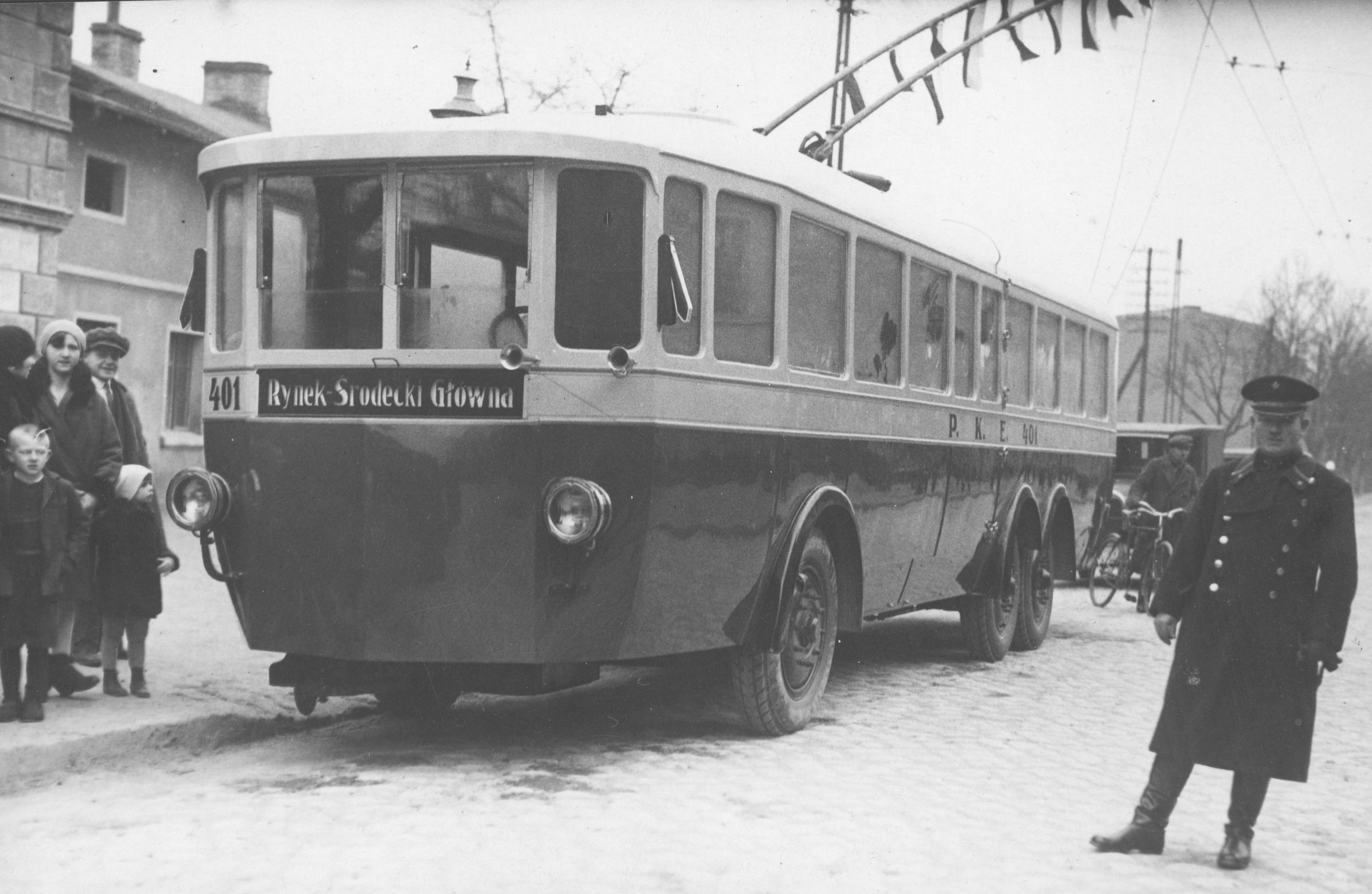
開通初期のポズナン・トロリーバス（1930年撮影）

それ以降、路面電車と比べ安価で導入可能なトロリーバスは他都市からも注目を集めたが、本格的な導入が開始されたのは第二次世界大戦によるナチス・ドイツ侵攻後、燃料の節約が求められ電気交通が見直されるようになってからとなった。更に大戦末期には経済の悪化から路面電車の一部系統を廃止しトロリーバスに置き換える動きも進んだ。その結果、1939年9月1日に現在のオルシュティンに最初の系統が開通して以降、現在のゴジュフ・ヴィエルコポルスキやグディニャ、レグニツァ、ヴァウブジフといった各都市にトロリーバスが導入される事となった。だが、これらの路線は大戦中に大きな被害を受け、特にゴジュフ・ヴィエルコポルスキ市内のトロリーバスについては戦後も復旧されることなく廃止された。
一方、それ以外のトロリーバス路線については終戦によるポーランド解放後復旧作業が進められ、1945年以降順次営業運転が再開され、戦争で大きな被害を受けたレグニツァでは新規の路線網として再度開通した。一方で1946年には首都・ワルシャワに、1953年にはルブリンに新たなトロリーバスが開通し、既存のトロリーバスについても安価で建設可能な利点が追い風となり、路線網の拡張が相次いだ。ただし前述したレグニツァ市内の路線については変電所の容量を始めとした諸問題が起因となり1956年に廃止されている。車両については、戦後初期はソビエト連邦（ソ連）やフランス、東ドイツ製の車両が多く導入されたが、1950年代以降は当時の経済相互援助会議（コメコン）の意向に伴いチェコスロバキアのシュコダ製の車両を導入する事となり、結果的に多くの路線の近代化が促進された。

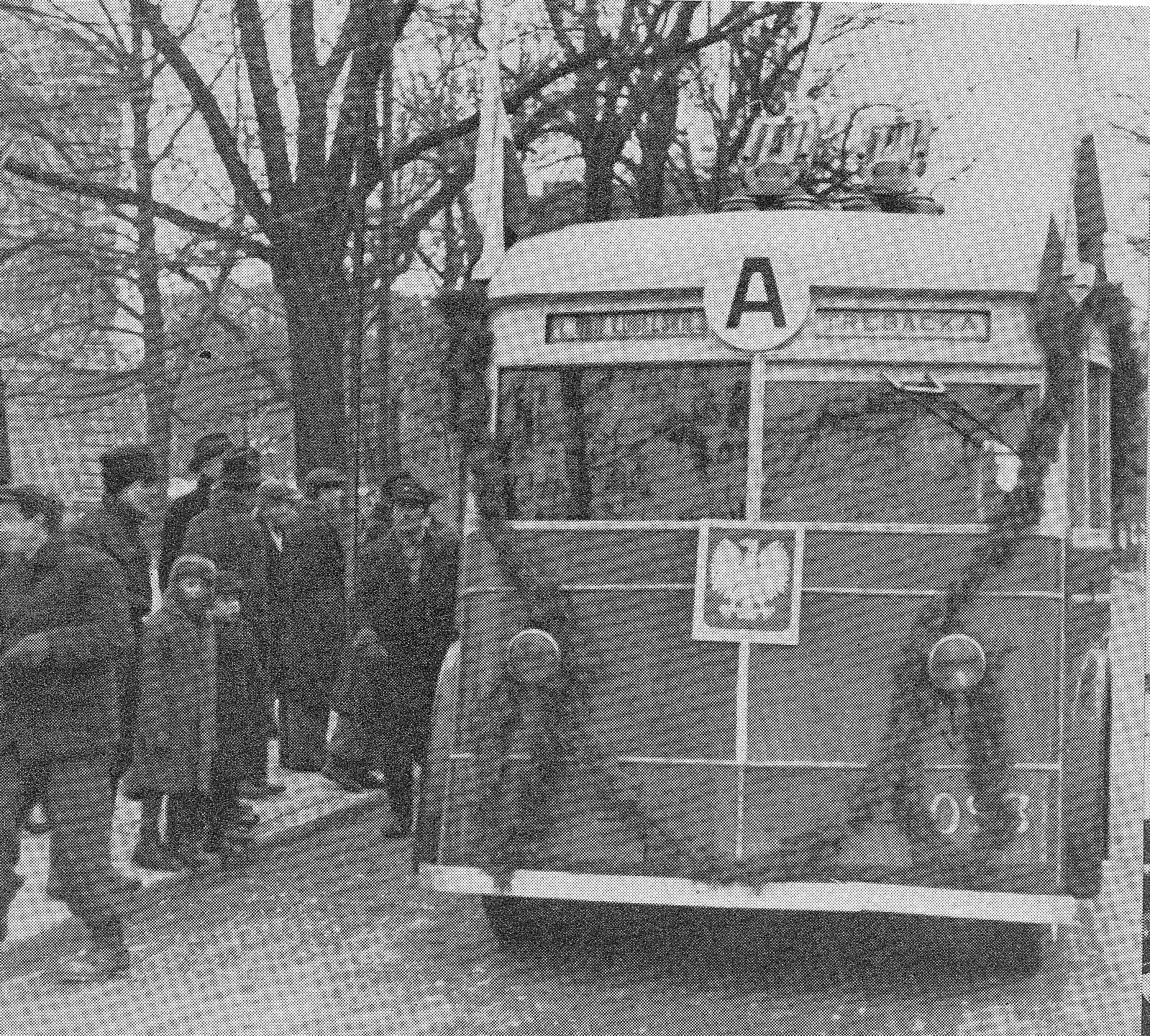
ワルシャワ市内のトロリーバスには開通当初ソ連製の車両が導入された（1946年撮影）
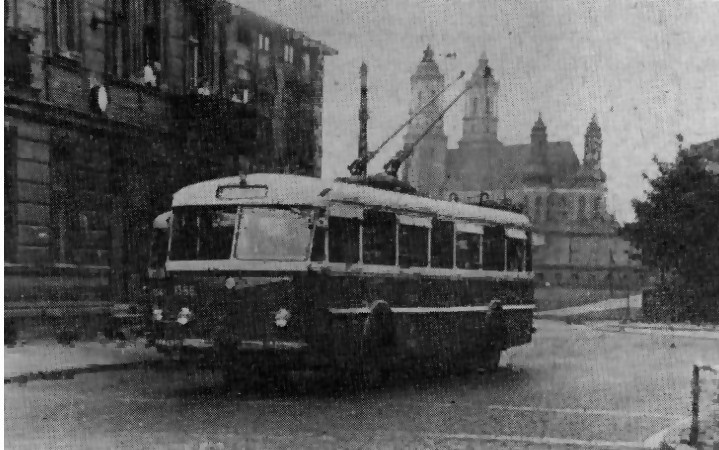
チェコスロバキア製のトロリーバス車両・シュコダ8Tr（ポズナン、1961年撮影）

だが、トロリーバスよりも安価なバスが普及した事や路面電車への置き換えが進んだ事から1960年代以降各地でトロリーバスを廃止する動きが相次ぎ、最初の本格的なトロリーバス網が建設されたポズナン、首都のワルシャワなど多くの都市で営業運転が終了し、残存したルブリンとグディニャの2都市でも路線網の縮小が行われた。また、新型車両の導入も国策により停止され、老朽化や車両不足が大きな課題となった。
その後、1970年代に起きた石油危機や環境対策への期待などにより再度トロリーバスを始めとする電気交通の見直しが行われ、アッパーシレジア地方のティヒを皮切りに新規のトロリーバス路線が幾つかの都市に開通したほか、1983年にはワルシャワにも再度トロリーバスが導入された。ただしこれらの路線はポーランド民主化以降の経済の混乱やそれに伴う運営組織の財政悪化が要因となり、ティヒ以外は1990年代までに廃止されている。車両についてはソ連製の車両が各都市に導入されたのに加えて、ポーランド国内の自動車メーカー・イェルチの路線バス用車体を用いた車両も製造された。

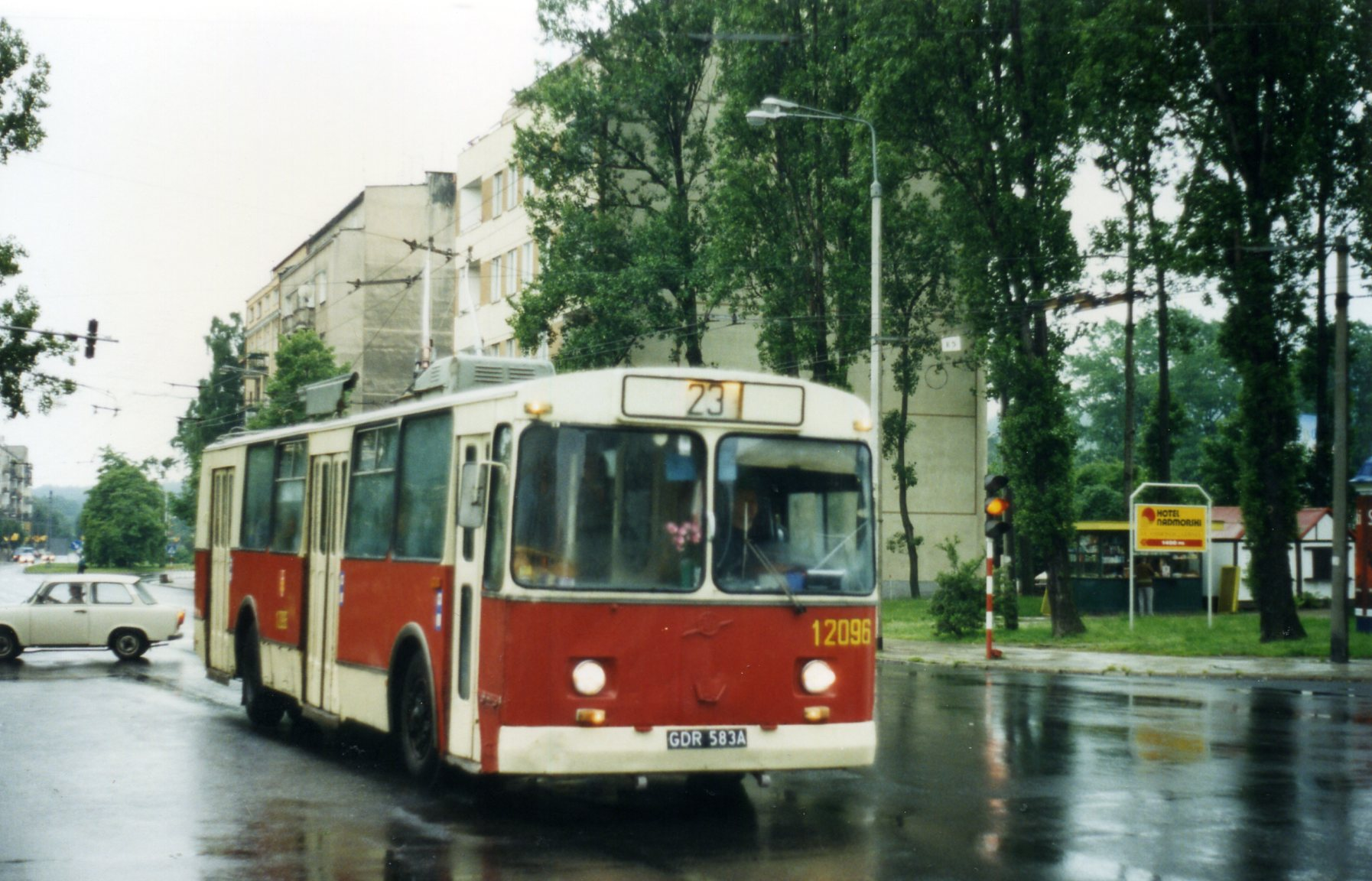
ソ連製のトロリーバス車両・ZiU-9（ポーランド語版）（グディニャ、2011年撮影）
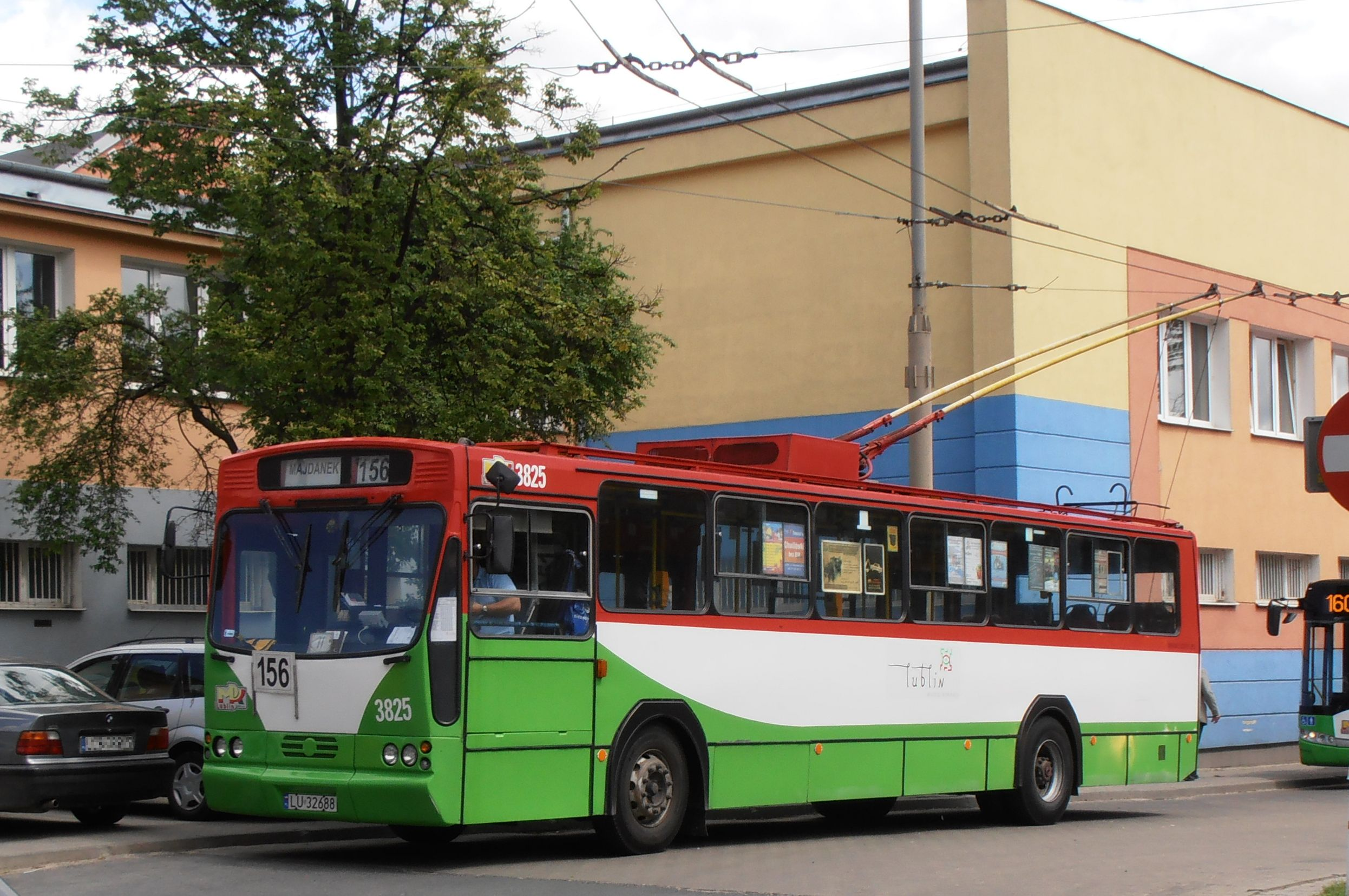
ポーランド製のトロリーバス車両・PR110E（ポーランド語版）（ルブリン、2012年撮影）

1999年にスウプスクの路線が廃止されて以降、ポーランドのトロリーバスはグディニャ、ルブリン、ティヒの3都市に残るのみとなっている。ただしこれらの路線網は新規路線の開通、既存の路線網の改修といった積極的な近代化が進められており、車両についてもポーランドの車両メーカーであるソラリスが展開するノンステップバスのトロリーノが各都市で使用されている。このトロリーノはポーランドに留まらず、チェコやスロバキア、ラトビア、ドイツといった国外への輸出も積極的に実施されている。

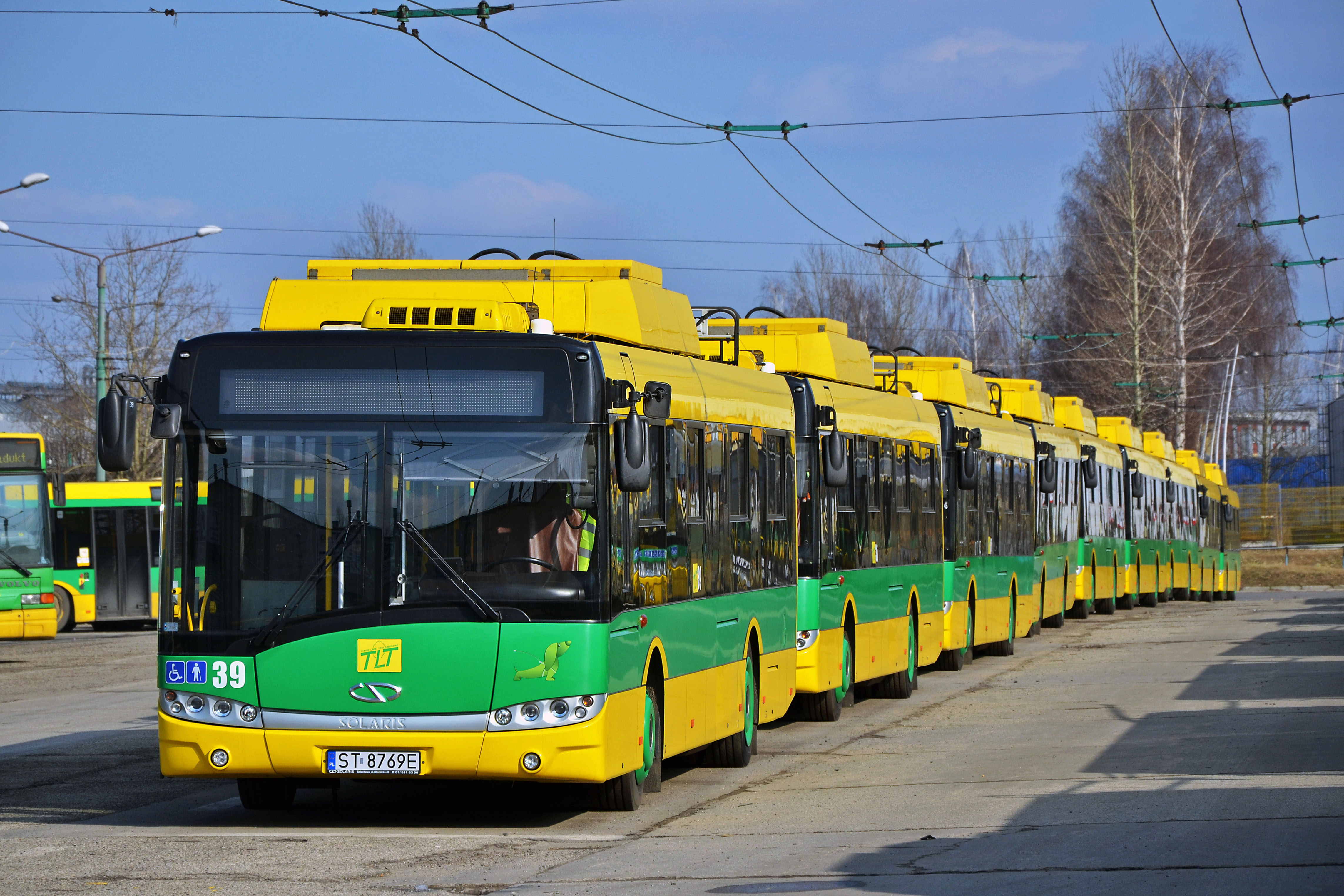
トロリーノはポーランド各都市のトロリーバスに導入されている（ティヒ、2014年撮影）
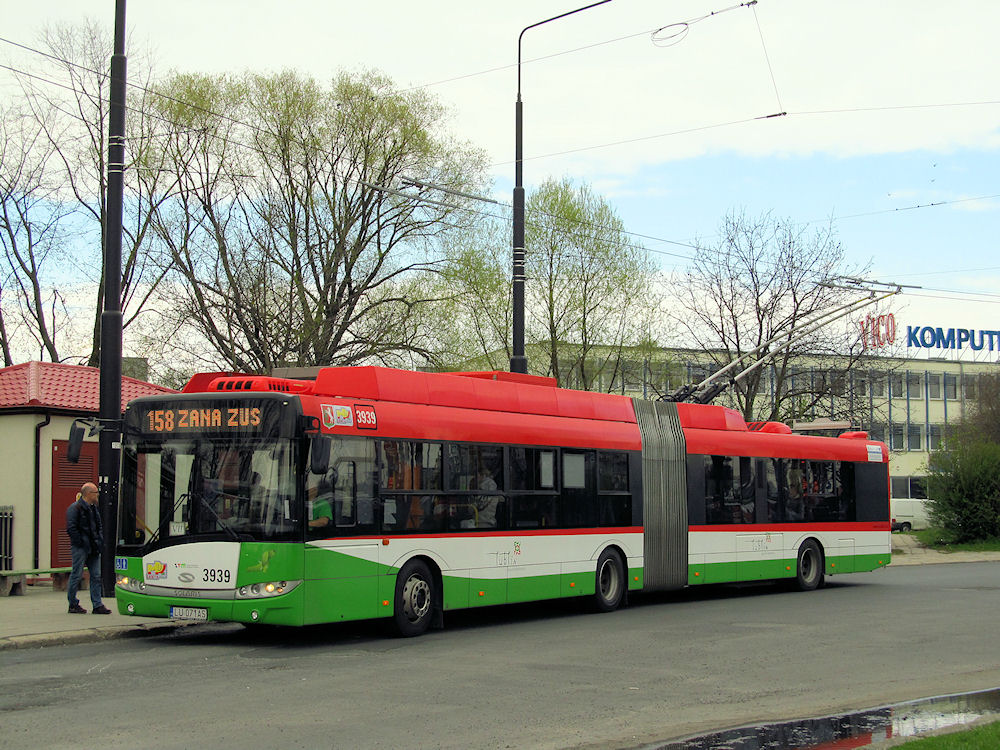
連節式のトロリーノ（ルブリン、2017年撮影）

## トロリーバス一覧
以下、ポーランドに存在する、もしくは存在したトロリーバスを記す。都市名は2022年現在のものとする。

### 現有路線

#### 一覧
| ポーランド 現有トロリーバス一覧 | ポーランド 現有トロリーバス一覧 | ポーランド 現有トロリーバス一覧 | ポーランド 現有トロリーバス一覧 |
| 都市                            | トロリーバス                    | 開始年                          | 備考                            |
| ------------------------------- | ------------------------------- | ------------------------------- | ------------------------------- |
| グディニャ                      | グディニャ・トロリーバス        | 1943年                          | 一部系統はソポトへ乗り入れ      |
| ルブリン                        | ルブリン・トロリーバス          | 1953年                          | [ 18 ]                          |
| ティヒ                          | ティヒ・トロリーバス            | 1982年                          |                                 |

#### ギャラリー

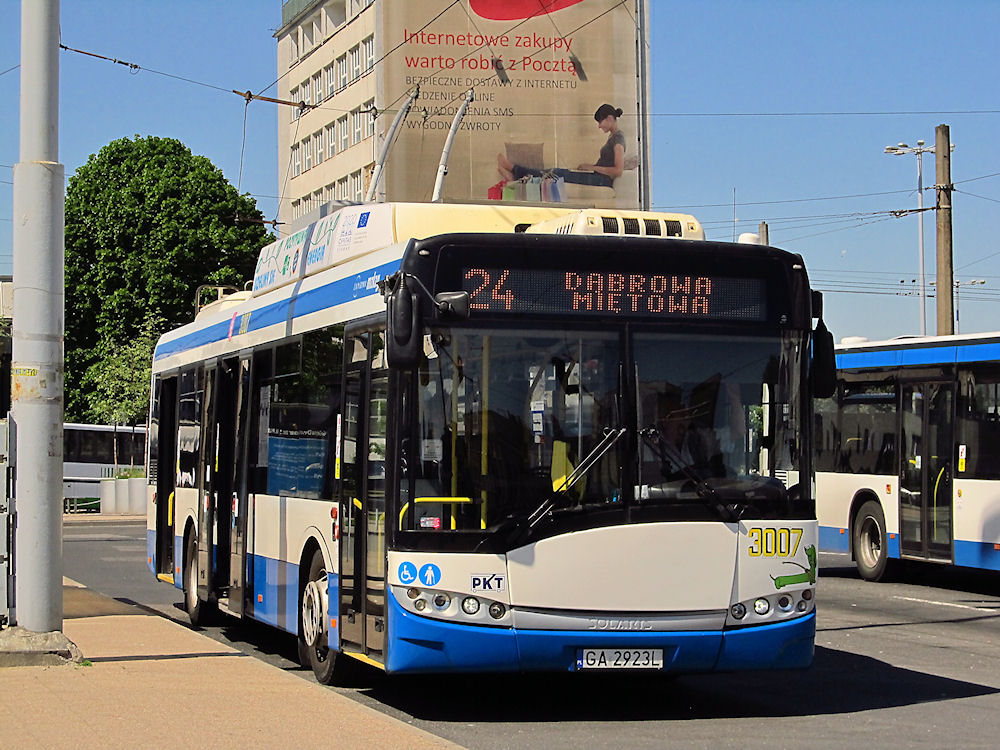
グディニャ・トロリーバス
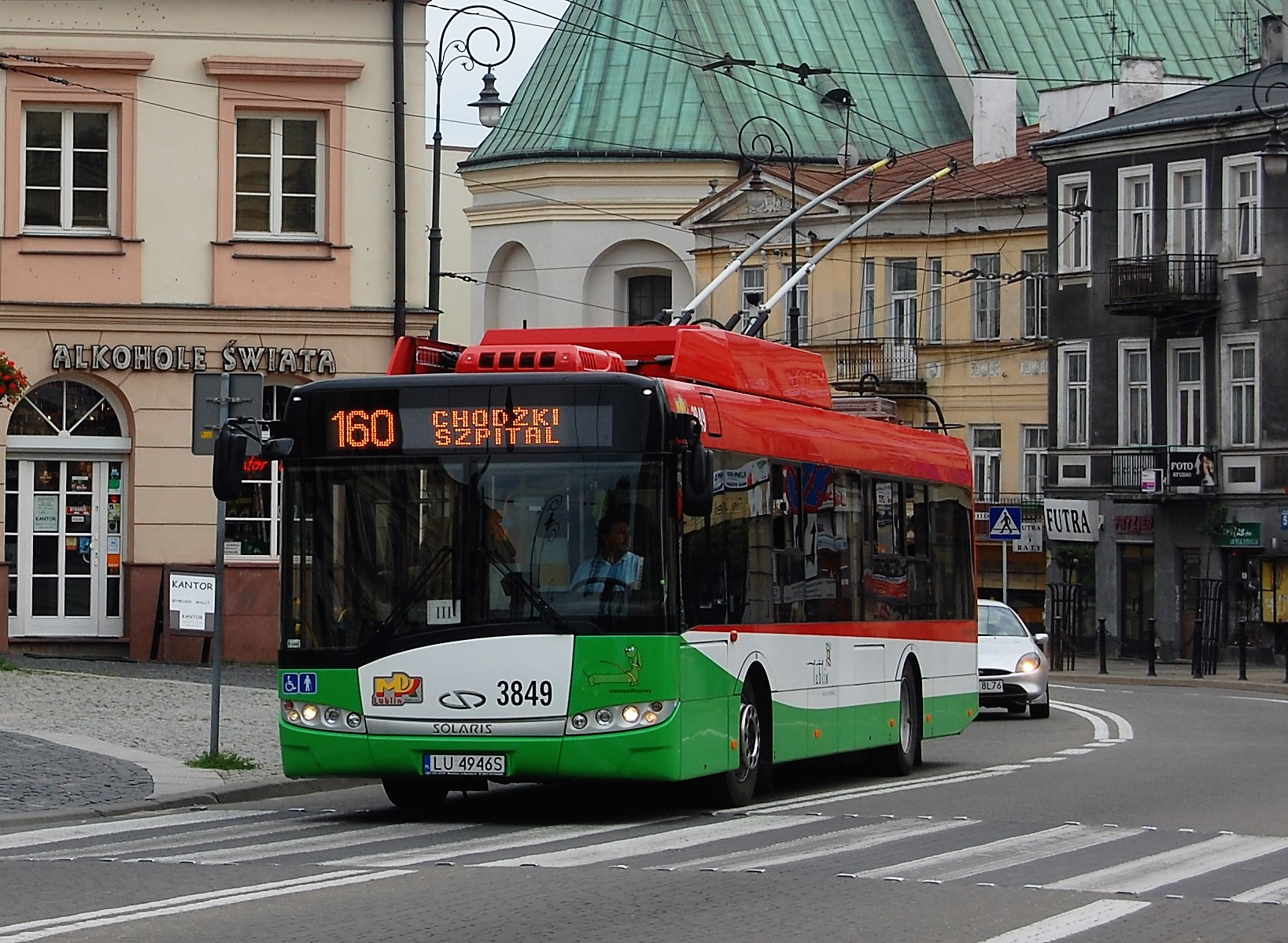
ルブリン・トロリーバス
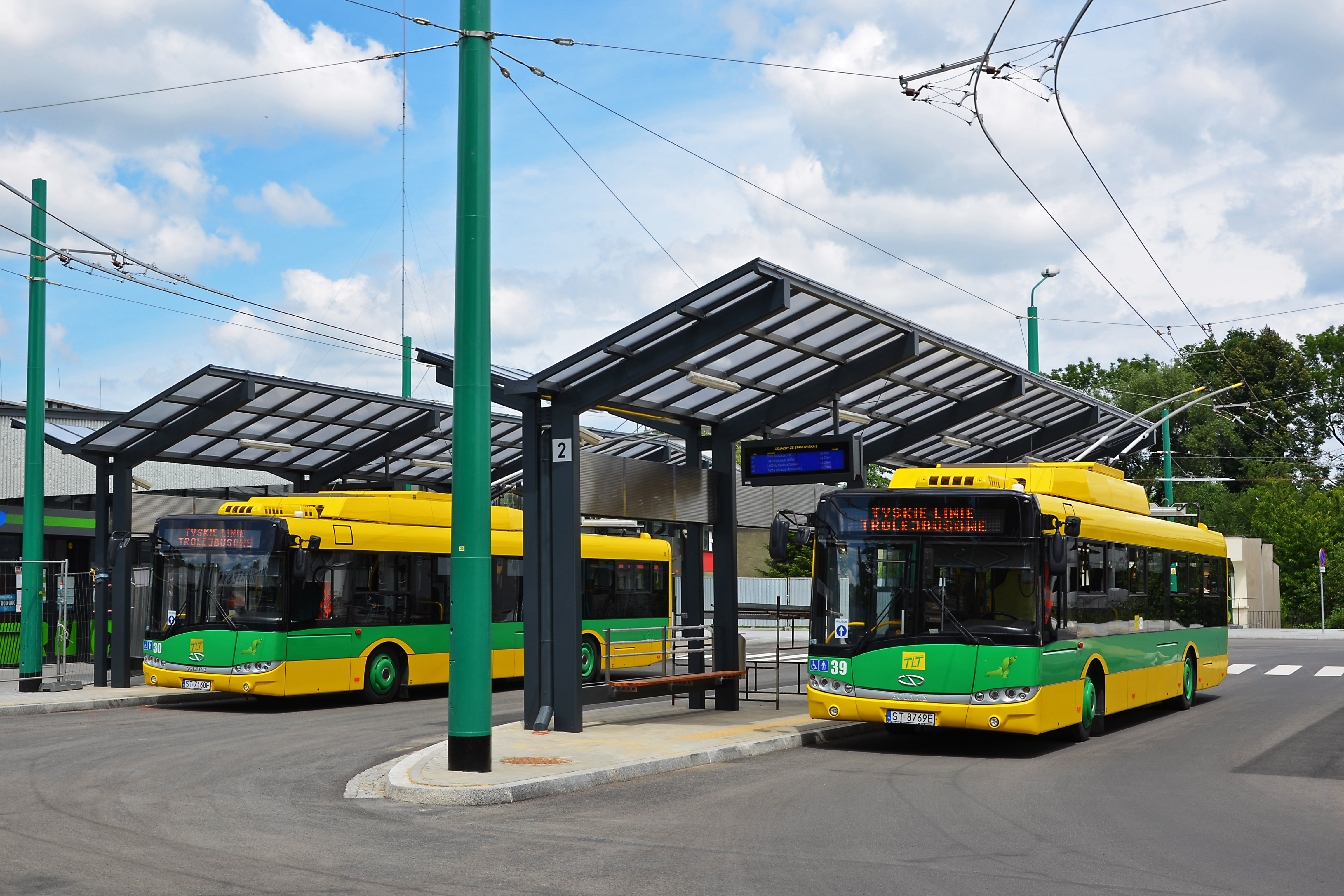
ティヒ・トロリーバス

### 廃止路線

#### 一覧
| ポーランド 廃止トロリーバス一覧 | ポーランド 廃止トロリーバス一覧            | ポーランド 廃止トロリーバス一覧            | ポーランド 廃止トロリーバス一覧 | ポーランド 廃止トロリーバス一覧 | ポーランド 廃止トロリーバス一覧 |
| 都市                            | トロリーバス                               | トロリーバス                               | 開始年                          | 廃止年                          | 備考                            |
| ------------------------------- | ------------------------------------------ | ------------------------------------------ | ------------------------------- | ------------------------------- | ------------------------------- |
| ヴロツワフ                      | ヴロツワフ・トロリーバス                   | ヴロツワフ・トロリーバス                   | 1912年                          | 1913年                          | [ 3 ]                           |
| ポズナン                        | ポズナン・トロリーバス                     | ポズナン・トロリーバス                     | 1930年                          | 1970年                          |                                 |
| オルシュティン                  | オルシュティン・トロリーバス               | オルシュティン・トロリーバス               | 1939年                          | 1971年                          |                                 |
| ゴジュフ・ヴィエルコポルスキ    | ゴジュフ・ヴィエルコポルスキ・トロリーバス | ゴジュフ・ヴィエルコポルスキ・トロリーバス | 1943年                          | 1945年                          |                                 |
| レグニツァ                      | レグニツァ・トロリーバス                   | 初代                                       | 1943年                          | 1945年                          |                                 |
| レグニツァ                      | レグニツァ・トロリーバス                   | 2代目                                      | 1949年                          | 1956年                          |                                 |
| ヴァウブジフ                    | ヴァウブジフ・トロリーバス                 | ヴァウブジフ・トロリーバス                 | 1944年                          | 1973年                          |                                 |
| ワルシャワ                      | ワルシャワ・トロリーバス                   | 初代                                       | 1946年                          | 1973年                          | [ 19 ]                          |
| ワルシャワ                      | ワルシャワ・トロリーバス                   | 2代目                                      | 1983年                          | 1995年                          |                                 |
| スウプスク                      | スウプスク・トロリーバス                   | スウプスク・トロリーバス                   | 1985年                          | 1999年                          |                                 |
| デンビツア                      | デンビツア・トロリーバス                   | デンビツア・トロリーバス                   | 1988年                          | 1990年                          | [ 20 ]                          |

#### ギャラリー

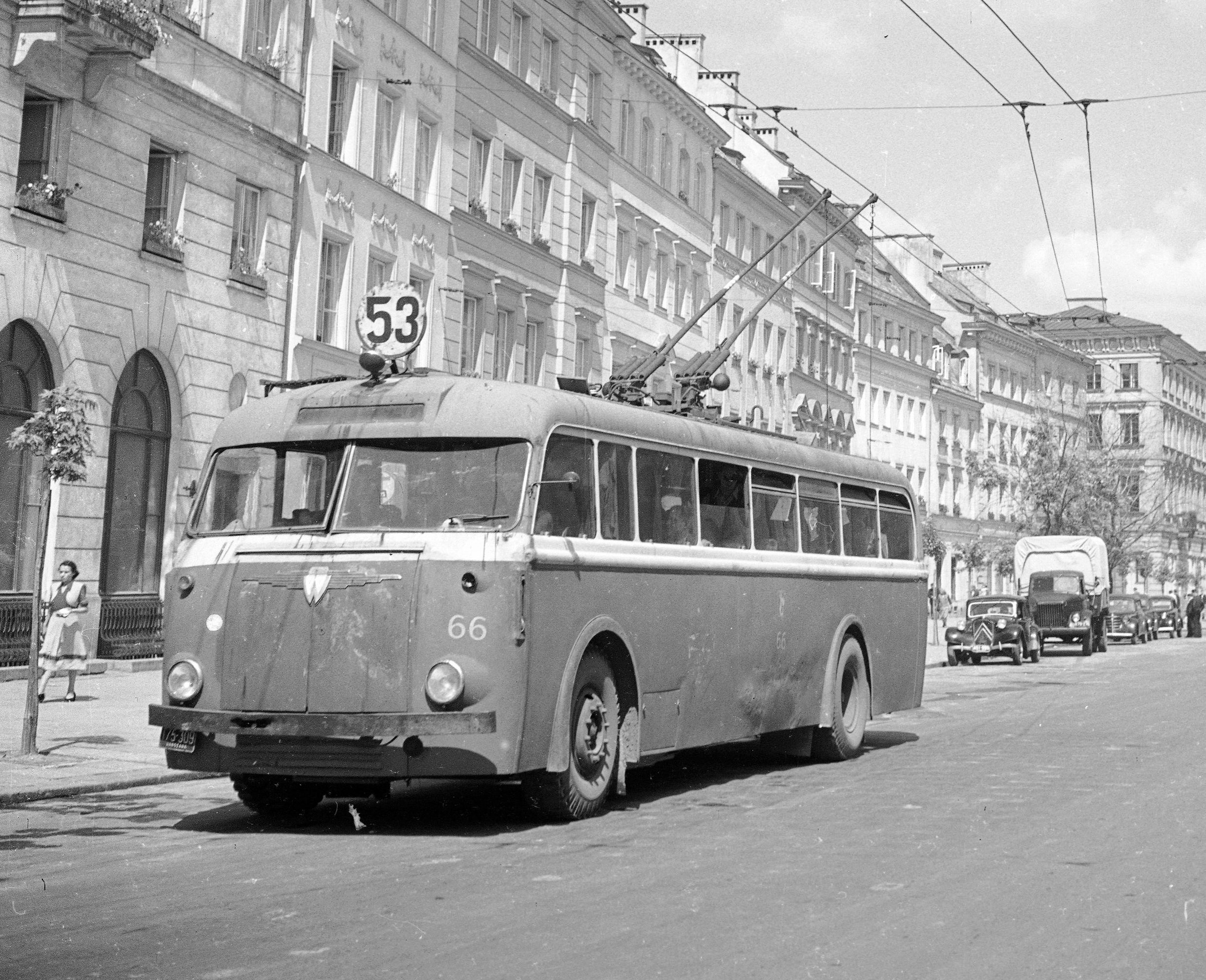
ワルシャワ・トロリーバス（初代）
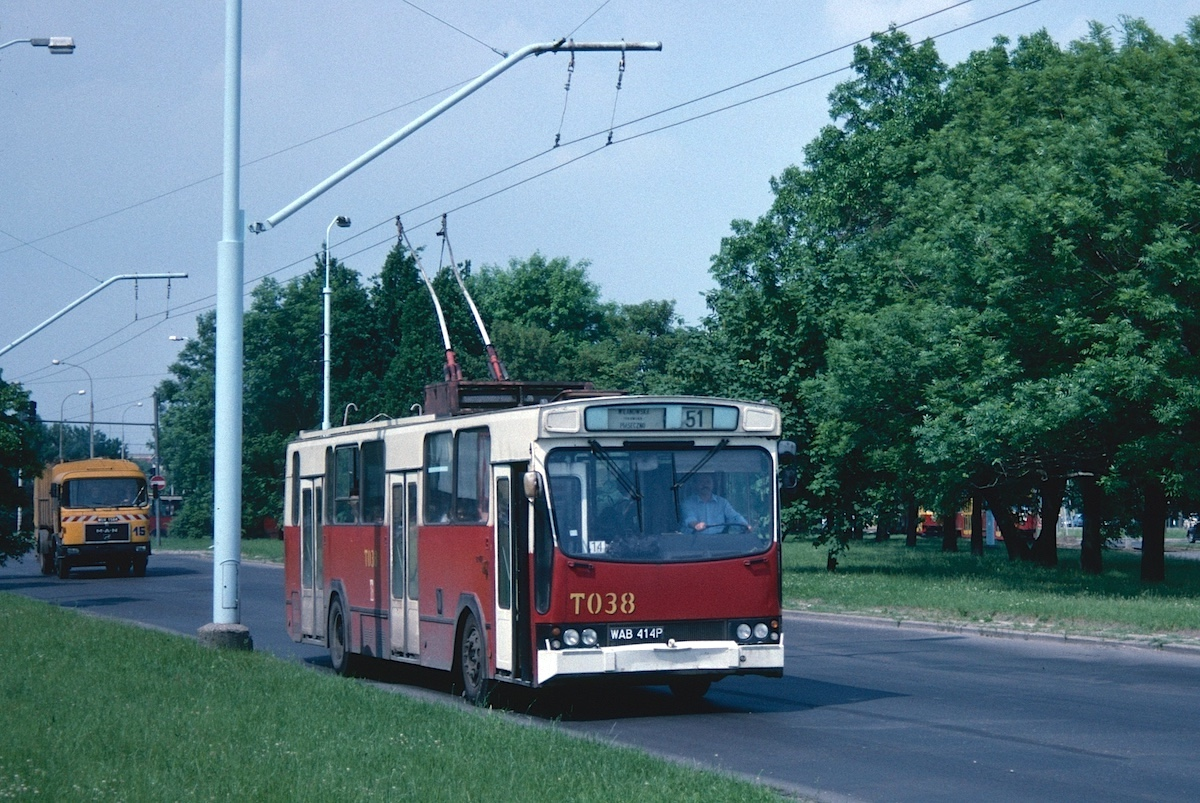
ワルシャワ・トロリーバス（2代）
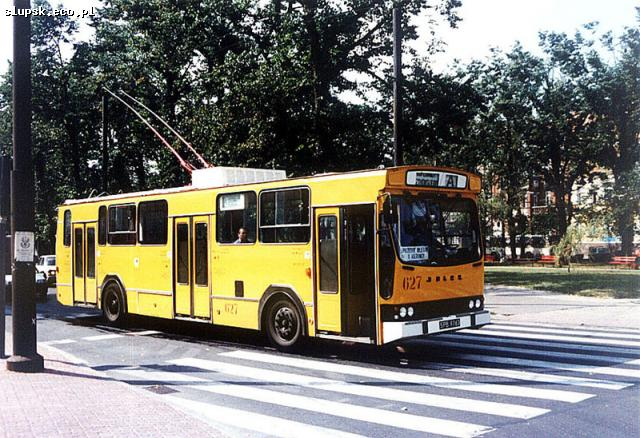
スウプスク・トロリーバス

## 参考資料
- Marcin Połom; Tadeusz Palmowski (7 December 2009). ROZWÓJ I FUNKCJONOWANIE KOMUNIKACJI TROLEJBUSOWEJ W GDYNI (PDF) (Report). UNIWERSYTET GDAŃSKI. 2018年11月10日時点のオリジナル (PDF)よりアーカイブ。2022年3月11日閲覧。